# فلهایم
فلهایم (به آلمانی: Fellheim) یک شهر در آلمان است که در اونترالگوی واقع شده‌است. فلهایم ۱٬۱۹۵ نفر جمعیت دارد.